# Lord of the Lost
Lord of the Lost é uma banda de rock alemã de Hamburgo, formada pelo cantor e vocalista Chris Harms. Representaram a Alemanha no Festival Eurovisão da Canção 2023 com a música «Blood & Glitter».

## História
Lord of the Lost foi fundada em meados de 2007 por Chris Harms como um projeto solo. Enquanto trabalhava nas primeiras músicas e as publicava no MySpace, Harms teve uma recepção muito positiva e percebeu que precisaria de uma banda completa para tocá-las ao vivo. Ele recrutou outros músicos entre seus amigos da cena musical de Hamburgo para formar a banda e começar a trabalhar no primeiro álbum. Harms originalmente chamou o projeto de Lord, mas mudou o nome da banda para Lord of the Lost para evitar possíveis disputas de nomes com Lordi e The Lords. Antes de Lord of the Lost, Harms foi cantor e guitarrista da banda de rock Philiae (1999–2004), guitarrista e segundo vocalista da banda de glam metal The Pleasures (2004–2007), bem como músico em vários projetos como Big Boy e Unterart.
O single de estreia Dry the Rain foi lançado em 2009 e o álbum de estreia Fears foi lançado em 2010 pelo selo independente Out of Line. Enquanto gravava o segundo álbum, Antagony, Lord of the Lost fez uma extensa turnê ao longo de 2010, que incluiu shows e festivais internacionais como o Wave-Gotik-Treffen, o Wacken Open Air e o M'era Luna Festival.
Na primavera de 2011, a banda lançou Sex on Legs como o primeiro single de seu segundo álbum, Antagony . O álbum, considerado seu primeiro álbum conceitual, foi lançado logo em seguida. Lord of the Lost fez uma turnê de apoio ao álbum com a banda Mono Inc. em sua turnê Viva Hades.

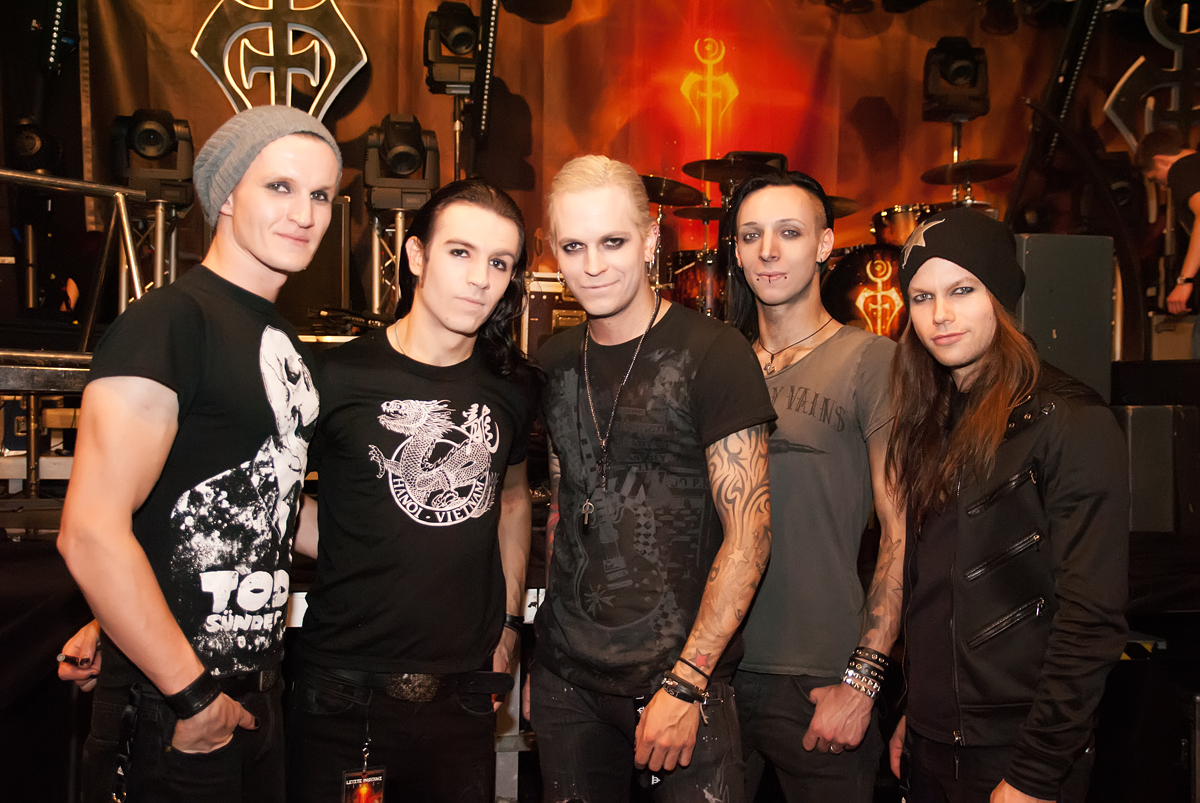
Lord of the Lost em 2012

No verão de 2012, Lord of the Lost lançou seu terceiro álbum, Die Tomorrow. Pouco antes do lançamento, a banda começou a trabalhar em seu quarto álbum, From the Flame into the Fire. Em outubro de 2012, Lord of the Lost abriu para Letzte Instanz em sua Ewig-Tour. Lord of the Lost começou a fazer uma nova turnê na primavera de 2013, sendo co-líder da turnê Darkness Kills com o Unzucht e, em setembro, deu início à turnê We Are the Lost com o Lost Area. Em outubro de 2013, o Lord of the Lost se apresentou como parte do Gothic Meets Klassik no Leipzig Gewandhaus com a Orquestra Sinfônica de Zielona Gòra.
Em fevereiro de 2014, o baterista Christian Schellhorn deixou a banda e foi substituído por Tobias Mertens. Em março de 2014, a banda fez sua primeira turnê nos EUA, que foi financiada por crowdfunding. Em dois meses, os fãs e patrocinadores arrecadaram US$ 12.775, superando a meta original de US$ 10.000.
Em março de 2015, Lord of the Lost lançou o álbum acústico Swan Songs, que alcançou a 34ª posição no GfK Entertainment Charts. As apresentações ao vivo do álbum aconteceram no Out of Line Weekender em Berlim, no mesmo mês.
Em 2015, Lord of the Lost lançou o EP Full Metal Whore. A turnê do álbum usou o lema "Make Love Make War" (Faça Amor Faça Guerra) e foi apoiada pelas bandas Darkhaus, Eyes Shut Tight, Vlad in Tears e Erdling. Em dezembro de 2015, eles lançaram A Night to Remember – Live Acoustic in Hamburg, o DVD e CD ao vivo da turnê acústica da primavera anterior.
O primeiro single "The Love of God" do álbum Empyrean foi lançado em maio de 2016. Isso foi seguido pela primeira grande turnê europeia da banda, Make Europe Great Again (M.E.G.A.), com Combichrist, Filter e (nos shows na Alemanha) Rabia Sorda. Empyrean foi publicado no final de julho de 2016 e é o segundo álbum conceitual da banda.
A banda seguiu o Empyrean com sua estreia em um show ao ar livre como The Lord of the Lost Ensemble, uma banda acústico-clássica apoiada por músicos clássicos e pelo ex-baterista Christian "Disco" Schellhorn.
Em dezembro de 2016, o guitarrista Bo Six anunciou que deixaria a banda por motivos profissionais e particulares. No início de janeiro de 2017, a banda anunciou seu novo guitarrista π (Pi).
Em julho de 2017, Tobias Mertens anunciou que, por motivos particulares e profissionais, ele estaria dando um tempo do Lord of the Lost. Niklas Kahl assumiu o posto de baterista nas apresentações ao vivo.
Lord of the Lost se apresentou com KMFDM na etapa do Reino Unido da turnê "Hell Yeah" do KMFDM com o Inertia em setembro de 2017. A banda planejava se juntar ao KMFDM na parte dos Estados Unidos da turnê "Hell Yeah" com o ohGr a partir de outubro de 2017. Chris Harms e π tocariam guitarra no palco com o KMFDM durante a turnê, além do set do Lord of the Lost. O Lord of the Lost foi forçado a se retirar da turnê do KMFDM nos Estados Unidos quando o governo americano não lhes concedeu vistos.

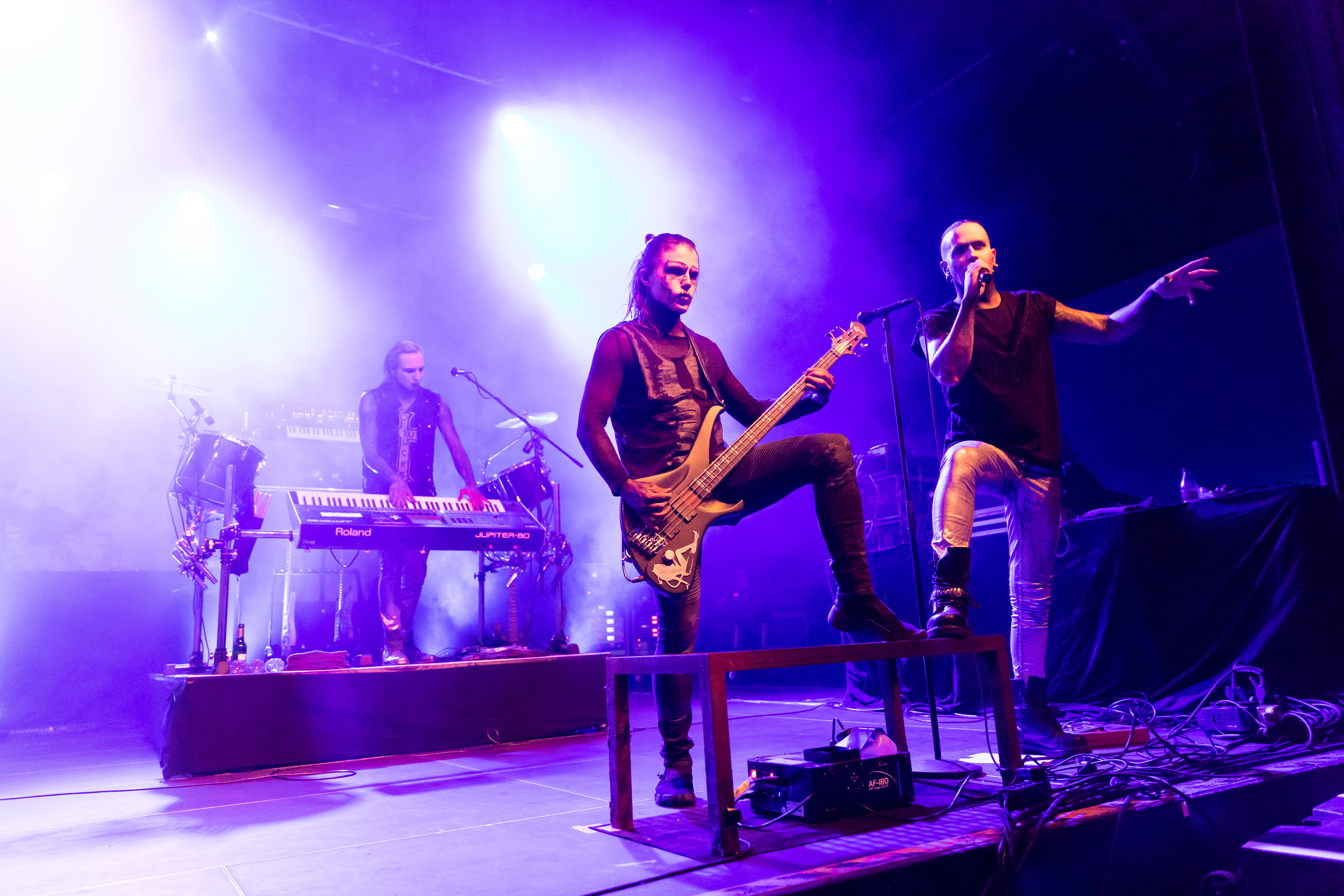
Lord of the Lost no Black Castle Festival 2018

Steve Harris, do Iron Maiden, escolheu pessoalmente o Lord of the Lost para apoiar o Iron Maiden em sua etapa europeia da Legacy of the Beast World Tour em 2020, mas devido às restrições da pandemia de COVID-19, a turnê teve que ser cancelada. A turnê foi remarcada e, em 2022, o Lord of the Lost tocou como banda de apoio em 17 cidades europeias na turnê mundial Legacy of the Beast do Iron Maiden e ganhou muito reconhecimento. Posteriormente, o Iron Maiden renovou esta colaboração bem-sucedida para a etapa europeia da turnê mundial The Future Past de 2023.
Em dezembro de 2022, Lord of the Lost surpreendeu seus fãs ao lançar seu novo álbum de estúdio, Blood and Glitter, meses antes da data prevista para o lançamento. O álbum, apesar do lançamento de última hora e da falta de pré-promoção, conseguiu alcançar o primeiro lugar nas paradas musicais oficiais alemãs.
Com a música "Blood and Glitter", Lord of the Lost venceu Unser Lied für Liverpool, e assim representou a Alemanha no Festival Eurovisão da Canção 2023. Eles ficaram em 26º lugar entre 26 participantes na final, com uma pontuação de 18 pontos.

## Estilo musical e influências
Lord of the Lost produz música em vários gêneros, incluindo heavy metal e dark rock influenciado pelo glam rock, música industrial e música clássica. Em entrevistas à revista Orkus e ao site Subexistance, Chris Harms citou bandas e músicos como Rammstein, Nine Inch Nails, Marilyn Manson e Lady Gaga como alguns dos muitos artistas que ouve e pelos quais é influenciado. A AllMusic descreveu Lord of the Lost como "uma banda sinistra de gótico-metal e rock industrial sombrio".

## Recepção
Embora nem sempre tenha sido recebido como altamente inovador, o álbum de estreia Fears recebeu uma crítica geral positiva da imprensa musical. A revista musical Sonic Seducer elogiou não apenas os "vocais agradáveis e profundos e promissores", mas também os "momentos sombrios e melodramáticos" e descreveu o álbum como uma "mistura sombria de estilos musicais que dão ao álbum uma variedade nova e excelente". A Zillo, uma revista musical alemã, a estreia foi descrita como "não muito original ou inovadora", mas foi elogiada por suas "músicas fortes e incondicionais". Orkus, entretanto, escreveu que eles esperaram muito tempo por um álbum "tão interessante e rico em variedade". Metal.de descreveu o álbum como "absolutamente bom", mas sugeriu que se ouvisse algumas músicas antes de comprar o álbum, pois ele pode ser "muito pesado para alguns e muito suave para outros".

## Membros
Os membros da banda geralmente, mas nem sempre, adotam nomes artísticos que aparecem nos créditos da banda. Se conhecido, o nome de batismo do artista é listado após o nome artístico, entre parênteses.
Membros atuais

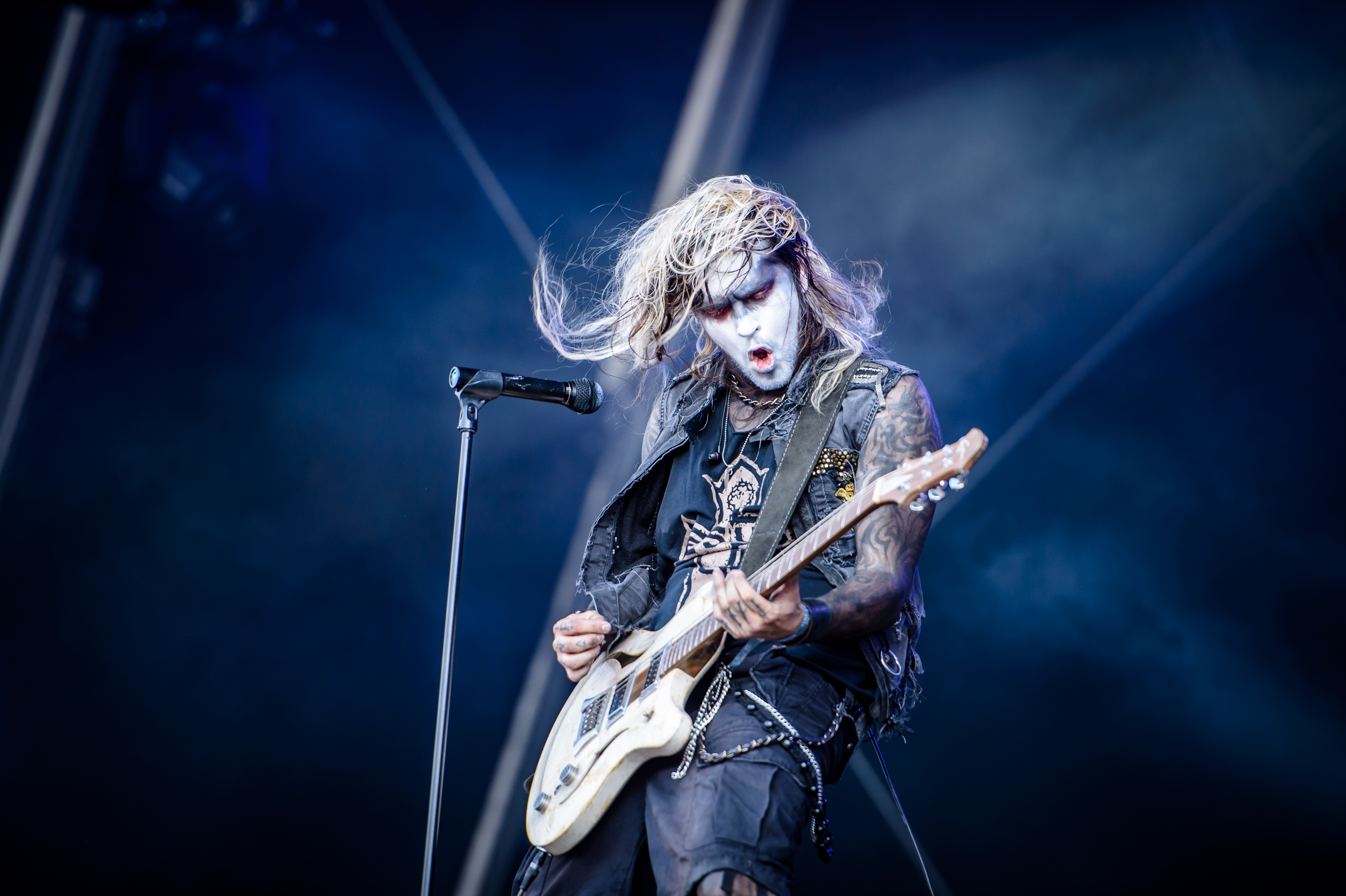
Chris “The Lord” Harms no Rockharz Open Air 2017

- Chris Harms [de] – vocais, guitarra, violoncelo (2007–presente)
- Class Grenayde (Klaas Helmecke) – baixo, vocais de apoio (2008–presente)
- Gared Dirge (Gerrit Heinemann) – piano, sintetizador, percussão, guitarra, Teremim (2010–presente)
- π (Pi Stoffers) – guitar, vocais de apoio (2017–presente)
- Niklas Kahl [de] – bateria (2017–presente)

Membros anteriores
- Sensai (Stefan Ehrhardt) – guitarra (2008–2010)
- Sebsta Lindström (Sebastian Makowski) – guitarra (2008–2011)
- Any Wayst (Anika) – bateria (2008–2011)
- Bo Six (Borislav Crnogorac) – guitarra (2009–2016)
- Disco (Christian Schellhorn) – bateria (2012–2014)
- Tobias Mertens – bateria (2014–2017)

Linha do tempo

## Discografia

### Álbuns de estúdio
| Título                       | Detalhes do álbum                                                        | Posição alcançada nas paradas |
| Título                       | Detalhes do álbum                                                        | Alemanha                      |
| ---------------------------- | ------------------------------------------------------------------------ | ----------------------------- |
| Fears                        | - Lançado: 19 de fevereiro de 2010 - Selo: Out of Line (OUT 399)         | 54                            |
| Antagony                     | - Data de lançamento: 1º de abril de 2011 - Selo: Out of Line (OUT 475)  | -                             |
| Die Tomorrow                 | - Lançado: 31 de agosto de 2012 - Selo: Out of Line (OUT 568)            | 33                            |
| From the Flame into the Fire | - Lançado: 23 de maio de 2014 - Selo: Out of Line (OUT 674)              | 18                            |
| Empyrean                     | - Lançado: 29 de julho de 2016 - Selo: Out of Line (OUT 823)             | 9                             |
| Thornstar                    | - Lançado: 3 de agosto de 2018 - Gravadora: Napalm Records (NAP 786)     | 6                             |
| Judas                        | - Lançado: 2 de junho de 2021 - Gravadora: Napalm Records (NAP 989)      | 2                             |
| Blood & Glitter              | - Lançado: 30 de dezembro de 2022 - Gravadora: Napalm Records (NAP 1164) | 1                             |
| Weapons Of Mass Seduction    | - Lançado: 29 de dezembro de 2023 - Gravadora: Napalm Records            | 2                             |

### Álbuns de orquestra
| Título                                          | Detalhes do álbum                                                     | Posição alcançada nas paradas |
| Título                                          | Detalhes do álbum                                                     | Alemanha                      |
| ----------------------------------------------- | --------------------------------------------------------------------- | ----------------------------- |
| Swan Songs                                      | - Lançado: março de 2015 - Selo: Out of Line (OUT 724)                | 34                            |
| Swan Symphonies Instrumental Soundtrack Version | - Lançado: abril de 2015 - Selo: Out of Line                          | -                             |
| Swan Songs II                                   | - Lançado: 6 de outubro de 2017 - Gravadora: Napalm Records (NAP 740) | 35                            |
| Swan Songs III                                  | - Lançado: agosto de 2020 - Gravadora: Napalm Records (NAP 909)       | 25                            |
| Swan Songs III Instrumental Soundtrack Version  | - Lançado: novembro de 2020 - Gravadora: Napalm Records               | -                             |

### Álbuns ao vivo
| Título                                           | Detalhes do álbum                                                 | Posição alcançada nas paradas |
| Título                                           | Detalhes do álbum                                                 | Alemanha                      |
| ------------------------------------------------ | ----------------------------------------------------------------- | ----------------------------- |
| We Give Our Hearts - Live Auf St.                | - Lançado: agosto de 2013 - Selo: Out of Line (OUT 620)           | 93                            |
| A Night To Remember - Live & Acoustic in Hamburg | - Lançado: 4 de dezembro de 2015 - Selo: Out of Line (OUT 763)    | -                             |
| Confession - Live At Christuskirche              | - Lançado: novembro de 2018 - Gravadora: Napalm Records (NAP 740) | 54                            |
| Festival of Love (Stream Concert)                | - Lançado: 2022 - Selo: Lord of the Lost                          | -                             |

### Álbuns de compilação
| Título                                    | Detalhes do álbum                                        | Posições de pico no gráfico |
| Título                                    | Detalhes do álbum                                        | Alemanha                    |
| ----------------------------------------- | -------------------------------------------------------- | --------------------------- |
| Till Death Us Do Part: The Best of        | - Lançado: agosto de 2019 - Selo: Out of Line (OUT 1013) | 20                          |
| Till Death Us Do Part: Rarities & Remixes | - Lançado: 2019 - Selo: Out of Line                      | -                           |

### Extended plays
| Título                                      | Detalhes do EP                                                                          |
| ------------------------------------------- | --------------------------------------------------------------------------------------- |
| Beside & Beyond                             | - Lançado: fevereiro de 2012 - Selo: Out of Line (OUT 530)                              |
| MMXIV                                       | - Lançado: 2014 - Selo: Out of Line - Nota: EP de 3 faixas exclusivo para Sonic Seducer |
| Full Metal Whore                            | - Lançado: julho de 2015 - Selo: Out of Line (OUT 743)                                  |
| Eisheilige Nacht 2016 (com Subway to Sally) | - Lançado: 2016 - Selo: Sonic Seducer - Nota: lançamento limitado                       |
| Ruins                                       | - Lançado: 2018 - Selo: Sonic Seducer - Nota: lançamento limitado                       |
| Swan Songs III - Piano EP                   | - Lançado: 2020 - Selo: Sonic Seducer - Nota: lançamento limitado                       |
| The Heartbeat Of The Devil                  | - Lançado: 2022 - Gravadora: Napalm Records                                             |

### Singles
- 2009: "Dry the Rain"
- 2011: "Sex On Legs"
- 2012: "Die Tomorrow"
- 2013: "See You Soon" incl. "Von Anfang an" (com Holly Loose de Letzte Instanz)
- 2014: "Afterlife"
- 2014: "La Bomba"
- 2014: "Six Feet Underground"
- 2016: "The Love of God"
- 2017: "Waiting for You to Die"
- 2017: "Lighthouse"
- 2017: "The Broken Ones"
- 2018: "On This Rock I Will Build My Church"
- 2018: "Morgana"
- 2019: "Loreley"
- 2019: "Voodoo Doll"
- 2020: "A One Ton Heart"
- 2020: "A Splintered Mind"
- 2020: "Dying On the Moon" (com Joy Frost)
- 2021: "The Death of All Colours"
- 2021: "Priest"
- 2021: "For They Know Not What They Do"
- 2022: "Not My Enemy"
- 2022: "The Heartbeat of the Devil"
- 2022: "Blood & Glitter"
- 2023: "Absolute Attitude"
- 2023: "Cha Cha Cha" (cover de Käärijä)

#### Singlesnas paradas
| Título            | Ano  | Posição alcançada nas paradas | Álbum           |
| Título            | Ano  | LTU                           | Álbum           |
| ----------------- | ---- | ----------------------------- | --------------- |
| "Blood & Glitter" | 2022 | 69                            | Blood & Glitter |

### DVDs
- 2012: Black to the Roots
- 2014: One Night - Lord of the Lost & The Zielona Góra Symphony Orchestra – Live in Leipzig
- 2015: A Night to Remember – Live Acoustic in Hamburg

### Contribuições exclusivas de amostra
- 2011: "Do You Wanna Die Without a Scar" (no sampler Sonic Seducer Cold Hands Seduction Vol. 117 )
- 2011: "Death Doesn't Kill You But I Do" (no sampler Out of Line Awake the Machines, Vol. 7 )

### Remixes e gravações com outros artistas
- 2011: "Temple of Love" com Latexxx Teens
- 2012: "Kannst du mich seh'n" (Remix) para Staubkind
- 2012: "Deine Zeit Läuft Ab" (St. Pauli Symphonic Version por Lord of the Lost) para Unzucht
- 2012: "Eye M the Blacksheep" (Remix por Chris Harms e Corvin Bahn) para Rabia Sorda
- 2012: "Eisblumen" on the Anniversary Sampler para o 20º aniversário de Subway to Sally
- 2012: "Deep Inside" (Remix) para Fragile Child
- 2013: "Perfect Day" com A Life Divided
- 2013: "Bitte Schlag Mich" (shattered por Lord of the Lost) para Ost+Front
- 2013: "Pandora's Box" (Cover) para Solitary Experiments
- 2013: "In My Darkest Hour" com Mono Inc. para o álbum de turnê Nimmermehr
- 2014: "Für Immer" Remix para Subway to Sally (no Samples Medieval Special Vol. XII Sonic Seducer, edição de 03/2014)
- 2014: "Krieger" com Blutengel para a edição limitada de Black Symphonies (An Orchestral Journey)
- 2014: "Die Erde Brennt" Remix Joachim Witt no Neumond Ltd. Edition
- 2014: "Sonne, Mond & Todesstern" (Remix por Lord of the Lost) para Ost+Front
- 2015: "Der Zeitdieb" Remix para Tanzwut
- 2015: "Der Luftschiffharpunist" Remix para Coppelius
- 2015: "Satans Fall" cover para Saltatio Mortis
- 2015: "All the Things You Say" Remix para Solar Fake
- 2015: "This Misery" com Meinhard
- 2016: "Devil or Angel" com Rocksin
- 2016: "Ein Wort fliegt wie ein Stein" com Unzucht on their "Neuntöter" deluxe edition
- 2016: "MRS. Strong" com 5th Avenue
- 2016: "Freak Parade" com Hell Boulevard"
- 2016: "Sexschuss" remix para Heldmaschine
- 2016: "Children of the Dark" com Tilo Wolff, Joachim Witt e Mono Inc.
- 2018: "1000 Seelen" com Joachim Witt
- 2018: "I Love the Way You Say My Name" com Scarlet Dorn
- 2019: "Europa" com Oomph!
- 2019: "Island" com Subway to Sally
- 2019: "We're All Dead" com Lolita KompleX
- 2019: "Magst du Mittelalter?" com Vogelfrey
- 2020: "Modern Prometheus" com Pyogenesis
- 2021: "Kiss of the Cobra King" com Powerwolf para a edição limitada de Call of the Wild
- 2022: "In Einsamkeit" com Joachim Witt
- 2022: "Mortals" com Sündenrausch
- 2022: "Holding On" com Auger
- 2022: "Die Sonne scheint" com Reliquiae
- 2022: "Childhood" com Dawn of Destiny
- 2022: "Take Me Back" com Psycholies
- 2022: "Never Love" com Corlyx

### Videoclipes
- 2009: "Dry the Rain"
- 2010: "Last Words"
- 2011: "Sex on Legs"
- 2011: "Prison"
- 2012: "Beyond Beautiful"
- 2012: "Die Tomorrow"
- 2013: "See You Soon"
- 2013: "Credo"
- 2014: "Afterlife"
- 2014: "La Bomba"
- 2014: "Six Feet Underground"
- 2014: "Kingdom Come"
- 2015: "Lost in a Heartbeat"
- 2015: "Full Metal Whore"
- 2016: "The Love of God"
- 2016: "Drag Me to Hell"
- 2016: "In Silence"
- 2017: "Raining Stars"
- 2017: "Waiting for You to Die"
- 2017: "Lighthouse"
- 2017: "The Broken Ones"
- 2017: "My Better Me"
- 2018: "On This Rock I Will Build My Church"
- 2018: "Morgana"
- 2018: "Haythor" (lyric video)
- 2018: "Black Halo"
- 2018: "Forevermore"
- 2019: "Loreley"
- 2019: "Voodoo Doll"
- 2019: "Till Death Us Do Part"
- 2019: "Ruins"
- 2020: "Under the Sun"
- 2020: "We Were Young"
- 2020: "A One Ton Heart"
- 2020: "A Splintered Mind"
- 2020: "Dying on the Moon"
- 2020: "Schwarz tot Gold" (com Swiss & Die Andern)
- 2021: "The Death of All Colours"
- 2021: "Priest"
- 2021: "For They Know Not What They Do"
- 2021: "The Gospel of Judas"
- 2021: "Born with a Broken Heart"
- 2021: "Viva Vendetta"
- 2021: "My Constellation"
- 2022: "Not My Enemy"
- 2022: "The Heartbeat of the Devil"
- 2022: "Children of the Damned" (cover de Iron Maiden)
- 2022: "A World Where We Belong"
- 2022: "Blood & Glitter"
- 2023: "Leave Your Hate in the Comments"
- 2023: "Leaving the Planet Earth"
- 2023: "Absolute Attitude"
- 2023: "Forever Lost"
- 2023: "The Curtain Falls"
- 2023: "Noitulover" (lyric video)
- 2023: "Reset the Preset"
- 2023: "Dead End"
- 2023: "Destruction Manual"
- 2023: "No Respect for Disrespect"
- 2023: "One Last Song"
- 2023: "Shock to the System" (cover de Billy Idol)
- 2023: "The Look" (cover de Roxette) com Blümchen
- 2024: "The Future of a Past Life" com Marcus Bischoff